# Havetoftloit
Havetoftloit (Deens: Havetoftløjt) is een dorp in de gemeente Mittelangeln in de Duitse deelstaat Sleeswijk-Holstein. Tot 1 maart 2013 was Haveltofloit een zelfstandige gemeente. Het dorp had op 31 december 2011 953 inwoners.